# Rubria informis
Rubria informis är en insektsart som beskrevs av George Willis Kirkaldy 1906. Rubria informis ingår i släktet Rubria och familjen dvärgstritar. Inga underarter finns listade i Catalogue of Life.